# Mammillaria columbiana
Mammillaria columbiana ist eine Pflanzenart aus der Gattung Mammillaria in der Familie der Kakteengewächse (Cactaceae). Das Artepitheton columbiana weist auf den Typstandort Kolumbien hin.

## Beschreibung
Mammillaria columbiana wächst meist einzeln, seltener Gruppen bildend. Die schmalen zylindrischen Pflanzenkörper werden 10 bis 25 Zentimeter hoch und 5 bis 6 Zentimeter im Durchmesser groß. Die kurzen und konisch geformten Warzen führen keinen Milchsaft. Die Axillen sind bewollt. Die 3 bis 7 Mitteldornen sind goldgelb bis dunkelrot gefärbt. Sie sind nadelig, gerade und werden 0,6 bis 0,8 Zentimeter lang. Die borstenartigen weißen 18 bis 20 Randdornen sind 0,4 bis 0,6 Zentimeter lang.
Die kleinen, tiefrosa farbenen Blüten ragen kaum aus der Axillenwolle heraus. Die keuligen Früchte sind orangerot gefärbt. Sie enthalten braune Samen.

## Verbreitung, Systematik und Gefährdung
Mammillaria columbiana ist in Mexiko, Honduras, Guatemala, Jamaika, Kolumbien und Venezuela weit verbreitet.
Die Erstbeschreibung erfolgte 1850 durch Joseph zu Salm-Reifferscheidt-Dyck.  Ein nomenklatorisches Synonym ist Neomammillaria columbiana (Salm-Dyck) Y.Itô (1981).
Es werden folgende Unterarten unterschieden:
- Mammillaria columbiana subsp. columbiana:
Die Nominatform hat 4 bis 6 Mitteldornen. Sie ist ausschließlich in Jamaika, Kolumbien und Venezuela verbreitet.
- Mammillaria columbiana subsp. yucatanensis (Britton & Rose) D.R.Hunt:
Die Erstbeschreibung erfolgte bereits 1923 als Neomammillaria yucatanensis durch Nathaniel Lord Britton und Joseph Nelson Rose.[2] David Richard Hunt stellte die Art 1997 als Unterart zu Mammillaria columbiana.[3] Die Unterart hat 4 bis 6 dunkelrote Mitteldornen. Sie ist in den mexikanischen Bundesstaaten Chiapas und Yucatán sowie in Honduras und Guatemala verbreitet.

In der Roten Liste gefährdeter Arten der IUCN wird die Art als „Least Concern (LC)“, d. h. als nicht gefährdet geführt.

## Nachweise